# История почты и почтовых марок Датской Вест-Индии
История почты и почтовых марок Датской Вест-Индии включает обзор развития почтовой связи на территории бывшей датской колонии Датская Вест-Индия c административным центром в городе Шарлотта-Амалия (до 1917), с 1917 года ставшей владением США под названием Виргинские острова.

## Развитие почты
Сент-Томас был центром почтовой связи с помощью пакетботов в Вест-Индии с 1851 года по 1885 год. Сначала почтовые отправления перевозились испанским пакетботом в Пуэрто-Рико и из него, но в июле 1867 года контракт на перевозку почты перешёл к англичанам и известны доставленные пакетботами уже в 1879 году почтовые отправления с наклеенными почтовыми марками Великобритании.

## Выпуски почтовых марок

### Первые марки
Первая почтовая марка датской Вест-Индии была выпущена в 1856 году. На её рисунке был тот же квадратный герб, что и у современных ей почтовых марок Дании, но номинал марки был 3 цента и она была тёмно-карминнового цвета на желтоватой бумаге. Жёлтый гильош из волнистых линий покрывал марку. (На рисунке его легко заметить вдоль нижнего края увеличенного варианта.)

### Последующие эмиссии
Выпуск 1866 года был напечатан на белой бумаге, при этом направление гильоширования изменилось, а в 1872 году марки обрели зубцовку. В 1873 году вышла почтовая марка номиналом 4 цента бледно-голубого цвета.
В 1874 году появились первые «числовые» выпуски того же типа, который был в обращении в Дании. Номиналы варьировались от 1 цента до 50 центов: все они были двухцветными. Для почтовых марок ряда низких номиналов обычными являются перевёрнутые рамки.
Как обычно для отдалённых небольших колоний, в Датской Вест-Индии периодически марки популярных номиналов заканчивались, и колониальной администрации приходилось импровизировать. В 1887 году на почтовых марках номиналом 7 центов была сделана надпечатка номинала 1 цент, а в 1895 году на 50 центах — 10 центов. В 1896—1901 годах были дополнительно выпущены марки «числового» дизайна в новом цвете.
Одноцветные одноцентовые и пятицентовые почтовые марки были выпущены в 1900 году с целью соблюдения требований правил ВПС. Нехватка номиналов в 2 цента и 8 центов привела к появлению новых надпечаток в 1902 году. Ситуацию исправили в следующем году выпуском марок указанных номиналов с использованием рисунка герба 1900 года.

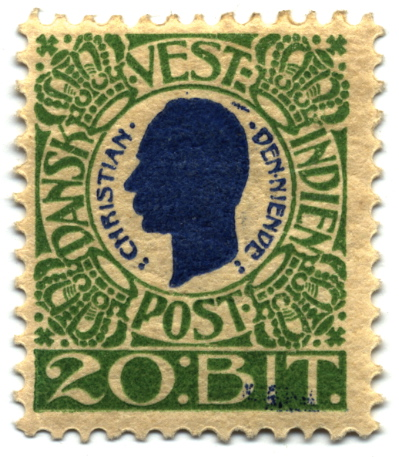
Почтовая марка Датской Вест-Индии номиналом в 20 битов (1905)

В результате денежной реформы в 1905 году были выпущены новые марки. На почтовых марках номиналом от 5 битов до 50 битов был изображён силуэт короля Кристиана IX, в то время как на марках номиналом в 1, 2 и 5 франков был изображён парусный корабль «Ингольф» в гавани Сент-Томаса. Также понадобились и новые доплатные марки. Дополнительные марки номиналом в 5 битов были изготовлены посредством надпечатки нового номинала на старых марках.
За стандартной серией 1907 года с изображением Фредерика VIII в 1915 году последовала серия с изображением короля Кристиана X.
На почтовых марках Датской Вест-Индии встречаются надписи: дат. «KGL post» (королевская почта), дат. «Fr. M» (почтовая марка), дат. «Dansk — Vestindiske OER» (датские владения Вест-Индии), дат. «Dansk Vestindien» (Датская Вест-Индия), дат. «Post» (почта).
После перехода контроля над островами в 1917 году к США в почтовом обращении там находятся почтовые марки США.

## Другие виды почтовых марок

### Доплатные
В 1902 году впервые появились доплатные марки Датской Вест-Индии. Для таких марок характерна надпись: дат. «Porto maerke» (доплатная марка). Всего до 1917 года было эмитировано восемь доплатных марок.

## Почтовое отделение Великобритании
В 1860—1877 годах на острове Сент-Томас Датской Вест-Индии функционировало почтовое отделение почты Великобритании, где для гашения почтовых отправлений применялся почтовый штемпель с индексом «C51».

## Коллекционирование
Сегодня можно недорого приобрести несколько типов марок, таких как марки низких номиналов выпуска 1907 года, но стоимость большинства почтовых марок находится в пределах 10-20 долларов США. Поскольку пишущих письма жителей было очень мало, возможно, всего несколько сотен человек, прошедшие почту экземпляры часто ценятся коллекционерами выше, при этом известны как подделки, так и фиктивные гашения.